# Asociación Mauritana de Derechos Humanos
La Asociación Mauritana de Derechos Humanos (en francés: Association mauritanienne des droits de l'homme) (AMDH) es una organización no gubernamental de Mauritania dedicada a la protección y defensa de los derechos humanos en el país. Fue fundada en 1991 y su sede está en Nuakchot.
La entidad trabaja en colaboración con el Alto Comisionado de las Naciones Unidas para los Refugiados y es miembro de la Federación Internacional por los Derechos Humanos. Ha destacado en sus tareas por establecer mecanismos de integración de refugiados mauritanos en Senegal y Malí. Su Presidenta en 2008 era Fatimata Mbaye.